# Doppelaugen-Mohrenfalter

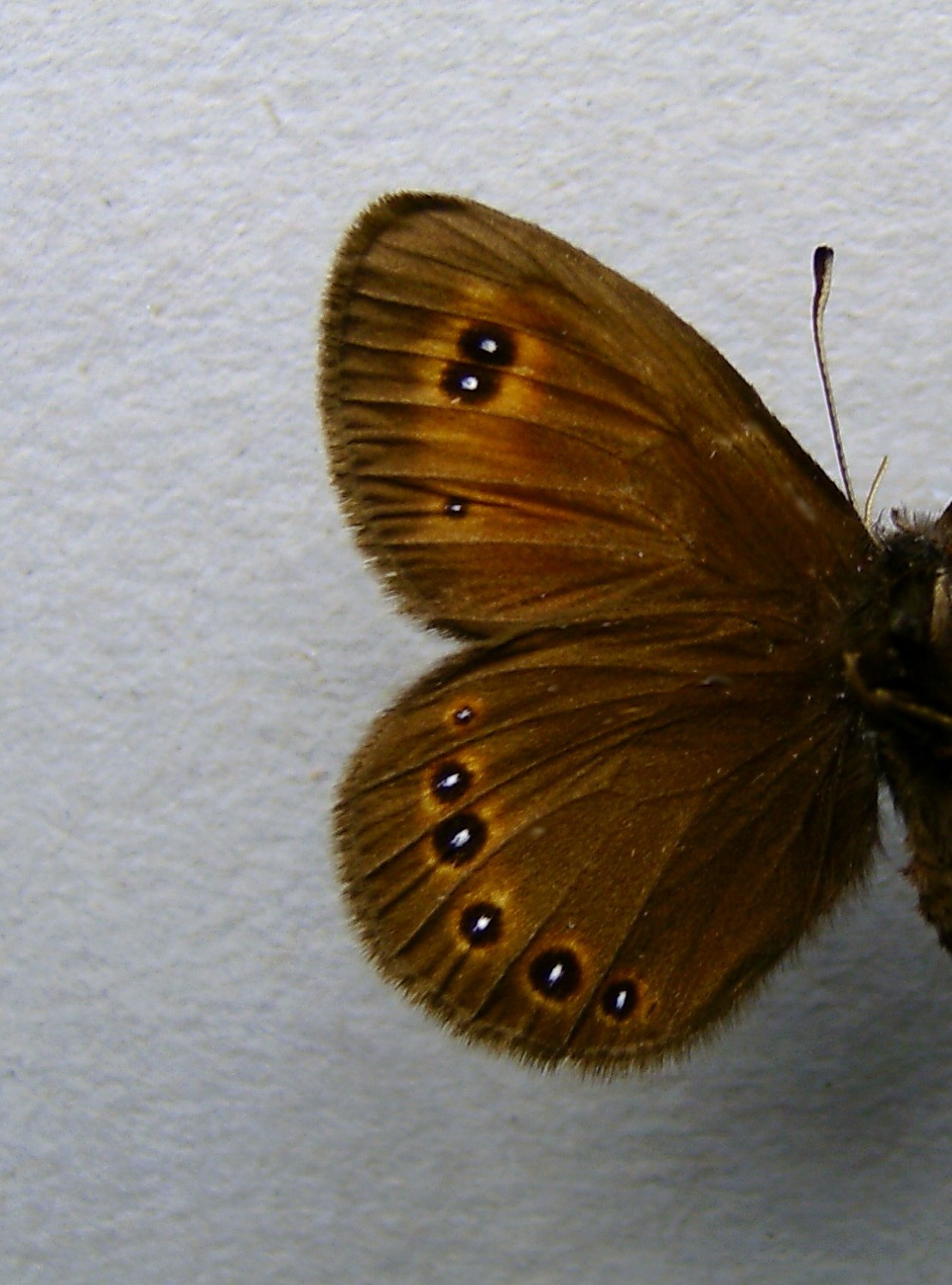
Unterseite eines männlichen
Doppelaugen-Mohrenfalters

Der Doppelaugen-Mohrenfalter (Erebia oeme)  ist ein Schmetterling (Tagfalter) aus der Familie der Edelfalter (Nymphalidae). Das Artepitheton leitet sich von Oeme, einer der fünfzig Töchter des Danaos aus der griechischen Mythologie ab.

## Merkmale

### Falter
Die Vorderflügel haben eine Spannweite von etwa 28 bis 36 Millimetern. Sie sind dunkelbraun gefärbt und variieren in der Deutlichkeit der Augenflecke. Die etwas heller gefärbten Weibchen zeigen kräftiger ausgebildete Augenflecke, sowohl auf den Vorder- als auch auf den Hinterflügeln. Bei den meisten Faltern befindet sich in der Postdiskalregion der Vorderflügel eine kurze rotbraune Binde mit zwei sehr dicht beieinander angeordneten, deutlichen Augenflecken, was auch als Doppelauge bezeichnet werden kann und so zum deutschen Namen der Art führte. Die Flügelunterseiten sind fast zeichnungslos dunkelbraun bis gelbbraun gefärbt und zeigen sehr deutlich durchscheinende weiß zentrierte Augenflecke.

### Ei, Raupe, Puppe
Das Ei ist von glänzend weißlicher Farbe und mit schwachen Rippen versehen. Bei den erwachsenen Raupen dominiert ein lehmgelber Farbton, der durch schmale, violettbraune Rückenstreifen und ebenso gefärbte breitere Fußstreifen unterbrochen wird. Auf der gelblich getönten Puppe heben sich die dunkel geaderten Flügelscheiden deutlich ab.

### Ähnliche Arten
Eine gewisse Ähnlichkeit besteht zum Rundaugen-Mohrenfalter (Erebia medusa), jedoch sind bei oeme die Innenseiten der Fühlerkolben schwarz, während diese bei medusa eine rötlich braune Tönung aufweisen.

## Verbreitung und Lebensraum
Der Doppelaugen-Mohrenfalter kommt in den Alpen, den Pyrenäen, dem Velebit, den Rhodopen und den Karpaten, überwiegend zwischen 900 und 2000 Metern, vor. Er bevorzugt Feuchtwiesen, Bergmoore und feuchte Waldlichtungen.

## Lebensweise
Die Falter fliegen in einer Generation von Juni bis August. Hauptfutterpflanzen der Raupen sind verschiedene Gräser, beispielsweise:
- Alpen-Rispengras (Poa alpina)
- Wiesen-Rispengras (Poa pratensis)
- Hain-Rispengras (Poa nemoralis)
- Gewöhnlicher Rot-Schwingel (Festuca rubra)
- Blaugrüne Segge (Carex flacca)
- Horst-Segge (Carex sempervirens)
- Gemeines Zittergras (Briza media)
- Blaues Pfeifengras (Molinia caerulea).

Im Hochgebirge durchlebt die Art einen zweijährigen Entwicklungszyklus.

## Gefährdung
In Deutschland kommt die Art nur in den bayerischen Alpen vor, wo sie stellenweise zahlreich ist. Sie wird auf der  Roten Liste gefährdeter Arten jedoch auf der Vorwarnliste geführt.